# Powiat łańcucki (Galicja)
Powiat łańcucki – dawny powiat kraju koronnego Królestwo Galicji i Lodomerii, istniejący w latach 1867–1918.
Siedzibą c.k. starostwa był Łańcut. Powierzchnia powiatu w 1879 roku wynosiła 12,5362 mil kw. (721,33 km²), a ludność 111 087 osób. Powiat liczył 113 osad, zorganizowanych w 106 gmin katastralnych.
Na terenie powiatu działały 3 sądy powiatowe – w Łańcucie, Leżajsku i Przeworsku.

## Historia
1 listopada 1899 odłączono okręg sądowy Przeworsk, w którym powstało oddzielne starostwo powiatowe (pozostawało jednak nadal związku autonomicznym).

## Starostowie powiatu
- Franciszek Schedivy (1871–1882)
- ? Kleeberg (lub Kleberg) (do 1887)[3]
- Juliusz Prokopczyc (1890)
- Władysław Marynowski[4]
- Zdzisław Wawrausch[5]
- Adam Bal (1912–1918)

## Komisarze rządowi
- Michał Szaszkiewicz (1871)
- Norbert Lorsch (1874[6])
- Franciszek Kuszelewski (1879–1882)
- Wiktor Dzerowicz (1890)